# Will Grigsby
Pour les articles homonymes, voir Grigsby.
Will Grigsby est un boxeur américain né le 19 mars 1970 à Saint Paul, Minnesota.

## Carrière
Passé professionnel en 1988, il devient champion des États-Unis des poids mi-mouches en 1996 puis s'empare du titre vacant de champion du monde IBF de la catégorie le 18 décembre 1998 aux dépens de Ratanapol Sor Vorapin. Grisby domine ensuite Carmelo Caceres puis et battu par Ricardo López le 2 octobre 1999. Il sera à nouveau champion IBF du 14 mai 2005 (victoire contre Victor Burgos) au 7 janvier 2006 (défaite contre Ulises Solís) puis mettra un terme à sa carrière de boxeur l'année suivante sur un bilan de 18 victoires, 4 défaites et 1 match nul.